# Beta de l'Àguila
Beta de l'Àguila (β Aquilae) és una estrella triple de la constel·lació de l'Àguila. El seu component principal, Beta de l'Àguila A, s'anomena Alshain, que deriva del terme àrab الشاهين aš-šāhīn, derivat al seu torn del terme persa šāhīn que significa «el falcó pelegrí».
Malgrat que en la nomenclatura de Bayer rep el nom β Aquilae, no és pas la segona estrella més brillant de la constel·lació, sinó la vuitena, amb una magnitud aparent de 3,71; Bayer li assignà la β per la seva alineació amb Altair i Tarazed.